# Слободской район (Смоленская область)
Слободской район (он же Слободский) — административно-территориальная единица в составе Западной и Смоленской областей РСФСР, существовавшая в 1929—1930 и 1938—1961 годах.
Слободской район был образован в составе Смоленского округа Западной области 1 октября 1929 года. Центром района было село Слобода. Район был образован из территорий, прежде входивших в Поречский уезд Смоленской губернии.
1 августа 1930 года Смоленский округ был расформирован, и Слободской район перешёл в прямое подчинение Западной области.
20 сентября 1930 года Слободской район был упразднён, а его территория разделена между Велижским, Демидовским, Ильинским и Пречистинским районами.
1 октября 1938 года Слободской район был восстановлен в составе Смоленской области.
25 марта 1961 года Слободской район был расформирован, а его территория передана в Демидовский район.